# Природа Средње земље
Природа Средње земље (енгл. The Nature of Middle-earth) је књига раније необјављених материјала о Толкиновом легендаријуму, објављена 2021. године, коју је саставио и уредио научник Kарл Ф. Хостетер. Неки есеји су раније објављени у виловњачком лингвистичком часопису Vinyar Tengwar, где је Хостетер дугогодишњи уредник.

## Историја објављивања
Kњигу су објавили HarperCollins и Mariner Books 2021. године. Садржи избор есеја и фрагмената прича Џ. Р. Р. Толкина, које је уредио Kарл Ф. Хостетер, о питањима везаним за функционисање његовог фантастичног света, Средње земље.
Уредник књиге Kарл Ф. Хостетер изјавио је у интервјуу пре него што се књига појавила да је „почео да ради на ономе што ће постати Природа Средње земље пре скоро 25 година, када сам добио свежањ фотокопија које је Kристофер Толкин назвао 'касним филолошким есејима'.”

## Пријем
Шон Ганер из Толкиновог друштва назвао је књигу „незваничним 13. томом серијала Историја Средње земље”.
Историчар Бредли Џ. Бирзер је написао за National Review да овај „нови том потврђује да је Толкин био највећи творац митова 20. века и да ће се његова митологија — ако постоји правда на свету — једног дана сврстати у ранг са митологијом Хомера, Вергилија и Дантеа. Баш као што нам је Хомер дао дубок увид у грчки свет, Вергилије у римски свет, а Данте у средњовековни свет, Толкин нам је дао сјајне увиде у савремени свет. Све што је Толкин написао је важно.”